# Ailana Fraser
Ailana Margaret Fraser é uma matemática canadense e professora de matemática na Universidade de British Columbia. Ela é conhecida por seu trabalho em análise geométrica e teoria das superfícies mínimas.
Nascida em Toronto, Fraser fez seu doutorado na Universidade de Stanford, onde recebeu seu Ph. D. em 1998, sob a supervisão de Richard Schoen. Depois de estudos de pós-doutorado no Courant Institute da Universidade de Nova York, lecionou na Universidade de Brown antes de se mudar para a UBC.
Ela ganhou o Prêmio Krieger–Nelson da Sociedade Canadense de Matemática em 2012, e no mesmo ano, também tornou-se associada da American Mathematical Society.